# Општина Влад Цепеш (Калараш)
Влад Цепеш (рум. Vlad Ţepeş) општина је у Румунији у округу Калараш.
Oпштина се налази на надморској висини од 39 m.